# FIVB World Tour 2001
De FIVB World Tour 2001 vond plaats tussen april en december 2001. De dertiende editie van de mondiale beachvolleybalcompetitie bestond in totaal uit 24 toernooien, waaronder de wereldkampioenschappen in Klagenfurt, en deed negentien steden aan. Bij de mannen behaalde het Braziliaanse duo Tande Ramos en Emanuel Rego de eindzege. Bij de vrouwen wonnen de Braziliaansen Adriana Behar en Shelda Bede voor de vijfde keer op rij het eindklassement. 

## Kalender
| Plaats       | Categorie              | Geslacht | Datum                          | Prijzengeld |
| ------------ | ---------------------- | -------- | ------------------------------ | ----------- |
| Macau        | Open                   | vrouwen  | 4 – 8 april 2001               | $180.000    |
| Cagliari     | Open                   | vrouwen  | 13 – 17 juni 2001              | $180.000    |
| Tenerife     | Open                   | mannen   | 13 – 17 juni 2001              | $180.000    |
| Gstaad       | Open                   | mannen   | 20 – 24 juni 2001              | $180.000    |
| Gstaad       | Open                   | vrouwen  | 19 – 23 juni 2001              | $180.000    |
| Berlijn      | Open                   | mannen   | 27 juni – 1 juli 2001          | $180.000    |
| Stavanger    | Open                   | mannen   | 4 – 8 juli 2001                | $180.000    |
| Gran Canaria | Open                   | vrouwen  | 4 – 8 juli 2001                | $180.000    |
| Lignano      | Open                   | mannen   | 11 – 15 juli 2001              | $180.000    |
| Marseille    | Grand Slam             | mannen   | 17 – 22 juli 2001              | $225.000    |
| Marseille    | Grand Slam             | vrouwen  | 16 – 22 juli 2001              | $225.000    |
| Espinho      | Open                   | mannen   | 25 – 29 juli 2001              | $180.000    |
| Espinho      | Open                   | vrouwen  | 24 – 28 juli 2001              | $180.000    |
| Klagenfurt   | Wereldkampioenschappen | mannen   | 1 – 5 augustus 2001            | $250.000    |
| Klagenfurt   | Wereldkampioenschappen | vrouwen  | 1 – 4 augustus 2001            | $250.000    |
| Osaka        | Open                   | vrouwen  | 8 – 12 augustus 2001           | $180.000    |
| Oostende     | Open                   | mannen   | 8 – 12 augustus 2001           | $180.000    |
| Maoming      | Open                   | vrouwen  | 15 – 19 augustus 2001          | $180.000    |
| Hongkong     | Open                   | vrouwen  | 22 – 26 augustus 2001          | $180.000    |
| Brisbane     | Goodwill Games         | mannen   | 29 augustus – 4 september 2001 | $150.000    |
| Brisbane     | Goodwill Games         | vrouwen  | 29 augustus – 4 september 2001 | $150.000    |
| Mallorca     | Open                   | mannen   | 12 – 16 september 2001         | $180.000    |
| Fortaleza    | Open                   | vrouwen  | 30 oktober – 4 november 2001   | $180.000    |
| Vitória      | Open                   | mannen   | 27 november – 2 december 2001  | $180.000    |

## Resultaten

### Macau Open
Van 4 tot en met 8 april 2001
| Vrouwen | Vrouwen                        |
| Rang    | Team                           |
| ------- | ------------------------------ |
| 1       | Natalie Cook / Kerri Pottharst |
| 2       | Adriana Behar / Shelda Bede    |
| 3       | Misty May / Holly McPeak       |
| 4       | Barbra Fontana / Elaine Youngs |
| 5       | Tian Jia / Wang Fei            |
| 5       | Tatiana Minello / Sandra Pires |
| 7       | Teresa Galindo / Mayra Huerta  |
| 7       | Lisa Arce / Carrie Busch       |

### Cagliari Open
Van 13 tot en met 17 juni 2001
| Vrouwen | Vrouwen                           |
| Rang    | Team                              |
| ------- | --------------------------------- |
| 1       | Barbra Fontana / Elaine Youngs    |
| 2       | Natalie Cook / Kerri Pottharst    |
| 3       | Adriana Behar / Shelda Bede       |
| 4       | Tatiana Minello / Sandra Pires    |
| 5       | Lisa Arce / Holly McPeak          |
| 5       | Claudia Oliveira / Jackie Silva   |
| 7       | Dalixia Fernández / Tamara Larrea |
| 7       | Dianne DeNecochea / Liz Masakayan |

### Tenerife Open
Van 13 tot en met 17 juni 2001
| Mannen | Mannen                           |
| Rang   | Team                             |
| ------ | -------------------------------- |
| 1      | Tande Ramos / Emanuel Rego       |
| 2      | Martin Laciga / Paul Laciga      |
| 3      | Mariano Baracetti / Martín Conde |
| 4      | John Child / Mark Heese          |
| 5      | José Loiola / Ricardo Santos     |
| 5      | Stein Metzger / Kevin Wong       |
| 7      | Dain Blanton / Eric Fonoimoana   |
| 7      | Patrick Heuscher / Stefan Kobel  |

### Gstaad Open
Van 19 tot en met 24 juni 2001
| Mannen | Mannen                                 |
| Rang   | Team                                   |
| ------ | -------------------------------------- |
| 1      | Stein Metzger / Kevin Wong             |
| 2      | Martin Laciga / Paul Laciga            |
| 3      | Tande Ramos / Emanuel Rego             |
| 4      | José Loiola / Ricardo Santos           |
| 5      | John Child / Mark Heese                |
| 5      | Mariano Baracetti / Martín Conde       |
| 7      | Zé Marco / Rogério Ferreira            |
| 7      | Sergej Jermisjin / Michail Koesjnerjov |

| Vrouwen | Vrouwen                           |
| Rang    | Team                              |
| ------- | --------------------------------- |
| 1       | Adriana Behar / Shelda Bede       |
| 2       | Barbra Fontana / Elaine Youngs    |
| 3       | Misty May / Kerri Walsh           |
| 4       | Tatiana Minello / Sandra Pires    |
| 5       | Lisa Arce / Holly McPeak          |
| 5       | Dalixia Fernández / Tamara Larrea |
| 7       | Natalie Cook / Kerri Pottharst    |
| 7       | Eva Celbová / Soňa Nováková       |

### Berlijn Open
Van 27 juni tot en met 1 juli 2001
| Mannen | Mannen                            |
| Rang   | Team                              |
| ------ | --------------------------------- |
| 1      | Julien Prosser / Lee Zahner       |
| 2      | Martin Laciga / Paul Laciga       |
| 3      | Tande Ramos / Emanuel Rego        |
| 4      | Patrick Heuscher / Stefan Kobel   |
| 5      | John Child / Mark Heese           |
| 5      | Zé Marco / Rogério Ferreira       |
| 7      | Vegard Høidalen / Jørre Kjemperud |
| 7      | Mariano Baracetti / Martín Conde  |

### Stavanger Open
Van 4 tot en met 8 juli 2001
| Mannen | Mannen                              |
| Rang   | Team                                |
| ------ | ----------------------------------- |
| 1      | Tande Ramos / Emanuel Rego          |
| 2      | Martin Laciga / Paul Laciga         |
| 3      | Zé Marco / Rogério Ferreira         |
| 4      | John Child / Mark Heese             |
| 5      | Vegard Høidalen / Jørre Kjemperud   |
| 5      | Oliver Oetke / Andreas Scheuerpflug |
| 7      | Jörg Ahmann / Axel Hager            |
| 7      | Björn Berg / Simon Dahl             |

### Gran Canaria Open
Van 4 tot en met 8 juli 2001
| Vrouwen | Vrouwen                             |
| Rang    | Team                                |
| ------- | ----------------------------------- |
| 1       | Adriana Behar / Shelda Bede         |
| 2       | Barbra Fontana / Elaine Youngs      |
| 3       | Tatiana Minello / Sandra Pires      |
| 4       | Eva Celbová / Soňa Nováková         |
| 5       | Lisa Arce / Holly McPeak            |
| 5       | Dalixia Fernández / Tamara Larrea   |
| 7       | Chi Rong / Xiong Zi                 |
| 7       | Laura Bruschini / Annamaria Solazzi |

### Lignano Open
Van 11 tot en met 15 juli 2001
| Mannen | Mannen                           |
| Rang   | Team                             |
| ------ | -------------------------------- |
| 1      | Mariano Baracetti / Martín Conde |
| 2      | José Loiola / Ricardo Santos     |
| 3      | Tande Ramos / Emanuel Rego       |
| 4      | John Child / Mark Heese          |
| 5      | Martin Laciga / Paul Laciga      |
| 5      | Jody Holden / Conrad Leinemann   |
| 7      | Björn Berg / Simon Dahl          |
| 7      | Roberto Lopes / Franco Neto      |

### Grand Slam Marseille
Van 16 tot en met 22 juli 2001
| Mannen | Mannen                                 |
| Rang   | Team                                   |
| ------ | -------------------------------------- |
| 1      | Mariano Baracetti / Martín Conde       |
| 2      | Tande Ramos / Emanuel Rego             |
| 3      | Stein Metzger / Kevin Wong             |
| 4      | Dain Blanton / Eric Fonoimoana         |
| 5      | Martin Laciga / Paul Laciga            |
| 5      | Sergej Jermisjin / Michail Koesjnerjov |
| 7      | Vegard Høidalen / Jørre Kjemperud      |
| 7      | José Loiola / Ricardo Santos           |

| Vrouwen | Vrouwen                           |
| Rang    | Team                              |
| ------- | --------------------------------- |
| 1       | Barbra Fontana / Elaine Youngs    |
| 2       | Adriana Behar / Shelda Bede       |
| 3       | Lisa Arce / Holly McPeak          |
| 4       | Natalie Cook / Kerri Pottharst    |
| 5       | Tatiana Minello / Sandra Pires    |
| 5       | Dalixia Fernández / Tamara Larrea |
| 7       | Misty May / Kerri Walsh           |
| 7       | Chi Rong / Xiong Zi               |

### Espinho Open
Van 24 tot en met 29 juli 2001
| Mannen | Mannen                                 |
| Rang   | Team                                   |
| ------ | -------------------------------------- |
| 1      | José Loiola / Ricardo Santos           |
| 2      | Martin Laciga / Paul Laciga            |
| 3      | Tande Ramos / Emanuel Rego             |
| 4      | Jody Holden / Conrad Leinemann         |
| 5      | Vegard Høidalen / Jørre Kjemperud      |
| 5      | Sergej Jermisjin / Michail Koesjnerjov |
| 7      | Mariano Baracetti / Martín Conde       |
| 7      | Stein Metzger / Kevin Wong             |

| Vrouwen | Vrouwen                             |
| Rang    | Team                                |
| ------- | ----------------------------------- |
| 1       | Misty May / Kerri Walsh             |
| 2       | Adriana Behar / Shelda Bede         |
| 3       | Barbra Fontana / Elaine Youngs      |
| 4       | Natalie Cook / Kerri Pottharst      |
| 5       | Tatiana Minello / Sandra Pires      |
| 5       | Lisa Arce / Holly McPeak            |
| 7       | Laura Bruschini / Annamaria Solazzi |
| 7       | Dianne DeNecochea / Liz Masakayan   |

### Wereldkampioenschappen Klagenfurt
Van 1 tot en met 5 augustus 2001
| Mannen | Mannen                            |
| Rang   | Team                              |
| ------ | --------------------------------- |
| 1      | Mariano Baracetti / Martín Conde  |
| 2      | José Loiola / Ricardo Santos      |
| 3      | Vegard Høidalen / Jørre Kjemperud |
| 4      | Rob Heidger / Chip McCaw          |
| 5      | Tande Ramos / Emanuel Rego        |
| 5      | Martin Laciga / Paul Laciga       |
| 5      | Dain Blanton / Eric Fonoimoana    |
| 5      | Dax Holdren / Todd Rogers         |

| Vrouwen | Vrouwen                             |
| Rang    | Team                                |
| ------- | ----------------------------------- |
| 1       | Adriana Behar / Shelda Bede         |
| 2       | Tatiana Minello / Sandra Pires      |
| 3       | Eva Celbová / Soňa Nováková         |
| 4       | Barbra Fontana / Elaine Youngs      |
| 5       | Claudia Oliveira / Jackie Silva     |
| 5       | Chi Rong / Xiong Zi                 |
| 5       | Laura Bruschini / Annamaria Solazzi |
| 5       | Danalee Bragado / Ali Wood          |

### Osaka Open
Van 8 tot en met 12 augustus 2001
| Vrouwen | Vrouwen                         |
| Rang    | Team                            |
| ------- | ------------------------------- |
| 1       | Adriana Behar / Shelda Bede     |
| 2       | Misty May / Kerri Walsh         |
| 3       | Barbra Fontana / Elaine Youngs  |
| 4       | Natalie Cook / Kerri Pottharst  |
| 5       | Lisa Arce / Holly McPeak        |
| 5       | Claudia Oliveira / Jackie Silva |
| 7       | Tatiana Minello / Sandra Pires  |
| 7       | Stephanie Pohl / Okka Rau       |

### Oostende Open
Van 8 tot en met 12 augustus 2001
| Mannen | Mannen                           |
| Rang   | Team                             |
| ------ | -------------------------------- |
| 1      | Tande Ramos / Emanuel Rego       |
| 2      | José Loiola / Ricardo Santos     |
| 3      | Martin Laciga / Paul Laciga      |
| 4      | Mariano Baracetti / Martín Conde |
| 5      | Stein Metzger / Kevin Wong       |
| 5      | Julien Prosser / Lee Zahner      |
| 7      | Zé Marco / Rogério Ferreira      |
| 7      | Roberto Lopes / Franco Neto      |

### Maoming Open
Van 15 tot en met 19 augustus 2001
| Vrouwen | Vrouwen                             |
| Rang    | Team                                |
| ------- | ----------------------------------- |
| 1       | Adriana Behar / Shelda Bede         |
| 2       | Tatiana Minello / Sandra Pires      |
| 3       | Natalie Cook / Kerri Pottharst      |
| 4       | Chi Rong / Xiong Zi                 |
| 5       | Dalixia Fernández / Tamara Larrea   |
| 5       | Vasso Karadassiou / Effrosyni Sfyri |
| 7       | Tian Jia / Wang Fei                 |
| 7       | Teresa Galindo / Mayra Huerta       |

### Hongkong Open
Van 22 tot en met 26 augustus 2001
| Vrouwen | Vrouwen                             |
| Rang    | Team                                |
| ------- | ----------------------------------- |
| 1       | Adriana Behar / Shelda Bede         |
| 2       | Misty May / Kerri Walsh             |
| 3       | Daniela Gattelli / Lucilla Perrotta |
| 4       | Tatiana Minello / Sandra Pires      |
| 5       | Dalixia Fernández / Tamara Larrea   |
| 5       | Chiaki Kusuhara / Ryo Tokuno        |
| 7       | Tian Jia / Wang Fei                 |
| 7       | Rebekka Kadijk / Marrit Leenstra    |

### Goodwill Games Brisbane
Van 29 augustus tot en met 4 september 2001
| Mannen | Mannen                                 |
| Rang   | Team                                   |
| ------ | -------------------------------------- |
| 1      | José Loiola / Ricardo Santos           |
| 2      | Mariano Baracetti / Martín Conde       |
| 3      | Stein Metzger / Kevin Wong             |
| 4      | Eric Fonoimoana / Rob Heidger          |
| 5      | Julien Prosser / Lee Zahner            |
| 6      | Rogério Ferreira / Emanuel Rego        |
| 7      | Sergej Jermisjin / Michail Koesjnerjov |
| 8      | Nik Berger / Oliver Stamm              |

| Vrouwen | Vrouwen                             |
| Rang    | Team                                |
| ------- | ----------------------------------- |
| 1       | Tatiana Minello / Sandra Pires      |
| 2       | Adriana Behar / Shelda Bede         |
| 3       | Barbra Fontana / Elaine Youngs      |
| 4       | Natalie Cook / Kerri Pottharst      |
| 5       | Lisa Arce / Holly McPeak            |
| 6       | Chi Rong / Xiong Zi                 |
| 7       | Daniela Gattelli / Lucilla Perrotta |
| 8       | Dalixia Fernández / Tamara Larrea   |

### Mallorca Open
Van 12 tot en met 16 september 2001
| Mannen | Mannen                                 |
| Rang   | Team                                   |
| ------ | -------------------------------------- |
| 1      | Tande Ramos / Emanuel Rego             |
| 2      | Mariano Baracetti / Martín Conde       |
| 3      | Roberto Lopes / Franco Neto            |
| 4      | Sergej Jermisjin / Michail Koesjnerjov |
| 5      | Patrick Heuscher / Stefan Kobel        |
| 5      | Björn Berg / Simon Dahl                |
| 7      | Vegard Høidalen / Jørre Kjemperud      |
| 7      | Markus Dieckmann / Jonas Reckermann    |

### Fortaleza Open
Van 30 oktober tot en met 4 november 2001
| Vrouwen | Vrouwen                            |
| Rang    | Team                               |
| ------- | ---------------------------------- |
| 1       | Adriana Behar / Shelda Bede        |
| 2       | Holly McPeak / Kerri Walsh         |
| 3       | Dianne DeNecochea / Liz Masakayan  |
| 4       | Rebekka Kadijk / Marrit Leenstra   |
| 5       | Barbra Fontana / Elaine Youngs     |
| 5       | Adriana Bento / Claudia Oliveira   |
| 7       | Tatiana Minello / Sandra Pires     |
| 7       | Danalee Bragado / Rachel Wacholder |

### Vitória Open
Van 27 november tot en met 2 december 2001
| Mannen | Mannen                              |
| Rang   | Team                                |
| ------ | ----------------------------------- |
| 1      | Tande Ramos / Emanuel Rego          |
| 2      | José Loiola / Ricardo Santos        |
| 3      | Martin Laciga / Paul Laciga         |
| 4      | Thomas Klepper / Murilo Toscano     |
| 5      | Roberto Lopes / Franco Neto         |
| 5      | Markus Dieckmann / Jonas Reckermann |
| 7      | Patrick Heuscher / Stefan Kobel     |
| 7      | Juca Dultra / Paulo Emilio Silva    |

## Prijzen
| Winnaar FIVB World Tour    | Winnaar FIVB World Tour     |
| Mannen                     | Vrouwen                     |
| -------------------------- | --------------------------- |
| Tande Ramos / Emanuel Rego | Adriana Behar / Shelda Bede |